# Séisme de 2009 à Fiordland
Le séisme de 2009 à Fiordland est un tremblement de terre qui s'est produit en Nouvelle-Zélande dans la région du Fiordland, le 15 juillet 2009. La magnitude était de 7,8.